# メソニクス目
メソニクス目（めそにくすもく、Mesonychia）は、絶滅した哺乳類の系統で、中型から大型の肉食動物である。
無肉歯目（むにくしもく、Acreodi）とも呼ぶ。ただし、メソニクス目に近縁な可能性のあるアンドリューサルクスなどを加えた群を無肉歯類としてメソニクス目と区別することもある が、それらは実際は近縁でない可能性が高い。
かつては鯨類と近縁であるとされ、鯨類+メソニクス目を類鯨類 (Cete) と呼び、これを類鯨目としてその中に鯨亜目とメソニクス亜目を置くこともあったが、鯨偶蹄類に特有の距骨の両滑車構造を持たないことなどから、現在では鯨類の祖先ではないと考えられている。

## 概要
メソニクス目は暁新世の初めに出現したが、その数は始新世の終わりには先細りになってゆき、漸新世の初期におけるMongolestes 属の消滅を以って絶滅した。この目の起源はおそらくアジアであり、メソニクス目の中で最も原始的な種であるYangtanglestes（暁新世初期）の化石もアジアで見つかっている。彼らはアジアで多様化し、暁新世の動物相の中で主要な位置を占めた。肉歯目や顆節目といった他の肉食動物がまだ居なかった（もしくはごく少数しか居なかった）ころには、メソニクス目は大型捕食者のニッチを占めていたと思われる。Dissacus という属は暁新世の初めのころにはヨーロッパと北アメリカに広がることに成功していた。Dissacus はジャッカル大の肉食獣で、北半球の全域から発掘されている。しかしその子孫と思われる属Ankalagon（暁新世初期 - 中期のニューメキシコに分布）はもっと大きく、熊ほどのサイズがあった。後代に現れたPachyaena属は始新世の序盤には既に北アメリカに入っており、その地でAnkalagon を凌ぐ巨体に進化した。メソニクス目は、暁新世初期から始新世中期にかけての北アメリカ大陸においては、最大の捕食性哺乳動物であった。

## 特徴

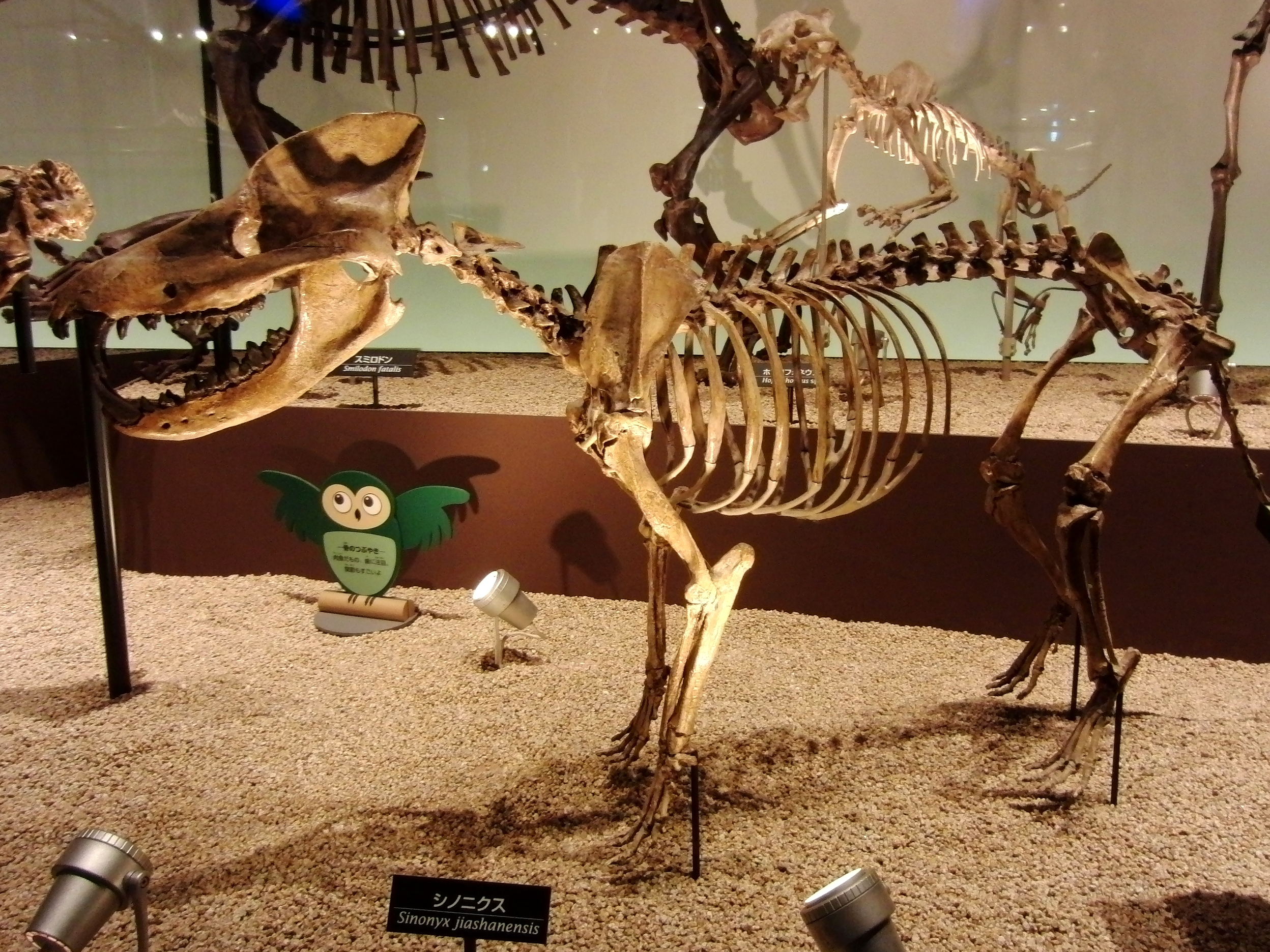
メソニクス目メソニクス科のシノニクス（Sinonyx jiashanensis）の骨格標本。国立科学博物館の展示。

メソニクス目の動物は表面的には狼によく似ている。初期のメソニクス目は五本の指を持ち、おそらくは蹠行性であった。しかし後期型になると指は四本で、なおかつ各指先は小さな蹄となっており、走行に適した形態であった。偶蹄目の走者たちと同様、彼ら（Pachyaena など）は蹄行性だったのである。これらの「蹄を持った狼たち」は暁新世の後半および始新世のヨーロッパ（当時そこは多島海であった）、アジア（島大陸であった）、北アメリカの生態系で最も重要な捕食者（もしくは腐肉食者）であった。歯は、肉や骨を齧るようには出来ていたが、真の裂肉歯は備えていなかった。

## 系統と進化
かつては、メソニクス目は肉歯目の一部、もしくは、顆節目の一部 のメソニクス亜科と考えられたこともある。その後は、鯨偶蹄目内の鯨凹歯類（鯨類+カバ類）内部に位置し、鯨類に近縁であるともされたが、現在の古生物学においては、鯨偶蹄目に近縁であるものの含まれないとされる。
3つの科（Mesonychidae, Hapalodectidae, Triisodontidae）を内包する。メソニクス目に属するほぼ全ての動物が、同時代の肉歯目やミアキス上科（miacoid）の肉食獣より大きかった。古い資料では無肉歯目（Acreodi）との呼称もある。
メソニクス目の臼歯は三角形の特異なもので、鯨目のそれと類似していた。とりわけ（頭骨の構造やその他の形態学的特徴からも）原クジラ亜目との類似性が強い。そのことから、メソニクス類を鯨目の直接の祖先だとする説が長らく信じられていた。しかし古代クジラ類のよく保存された骨が発見されたこと、そして近年の系統学的な分析 によって、今日では、鯨目はメソニクス目よりも寧ろカバ科を始めとする偶蹄目に近縁であることが示された。この説は分子生物学的な知見とも一致する。そのため、クジラ類がメソニクス目の子孫であるという考えに、現在ではほとんどの古生物学者が疑問を呈し、代わりにクジラ類はアントラコテリウム科（Anthracotheriidae）の子孫もしくはそれと共通祖先を持つものであるとの説が浮上してきている。

## 未確認動物学
メソニクス目は漸新世の初期には絶滅した。しかし、未確認動物の中には猫もしくは犬に似た有蹄獣がいるかもしれない。有名なものとしてジェヴォーダンの獣が挙げられる。これの目撃者の中には、問題の獣を「足先が蹄のようになった巨大な狼」と表現した者もいた。